# اسپارکس (تگزاس)
اسپارکس (به انگلیسی: Sparks) یک منطقهٔ مسکونی در ایالات متحده آمریکا است که در شهرستان ال پاسو، تگزاس واقع شده‌است. اسپارکس ۳٫۵ کیلومتر مربع مساحت و ۴٬۵۲۹ نفر جمعیت دارد و ۱٬۱۶۲ متر بالاتر از سطح دریا واقع شده‌است.